# 普伊约塔

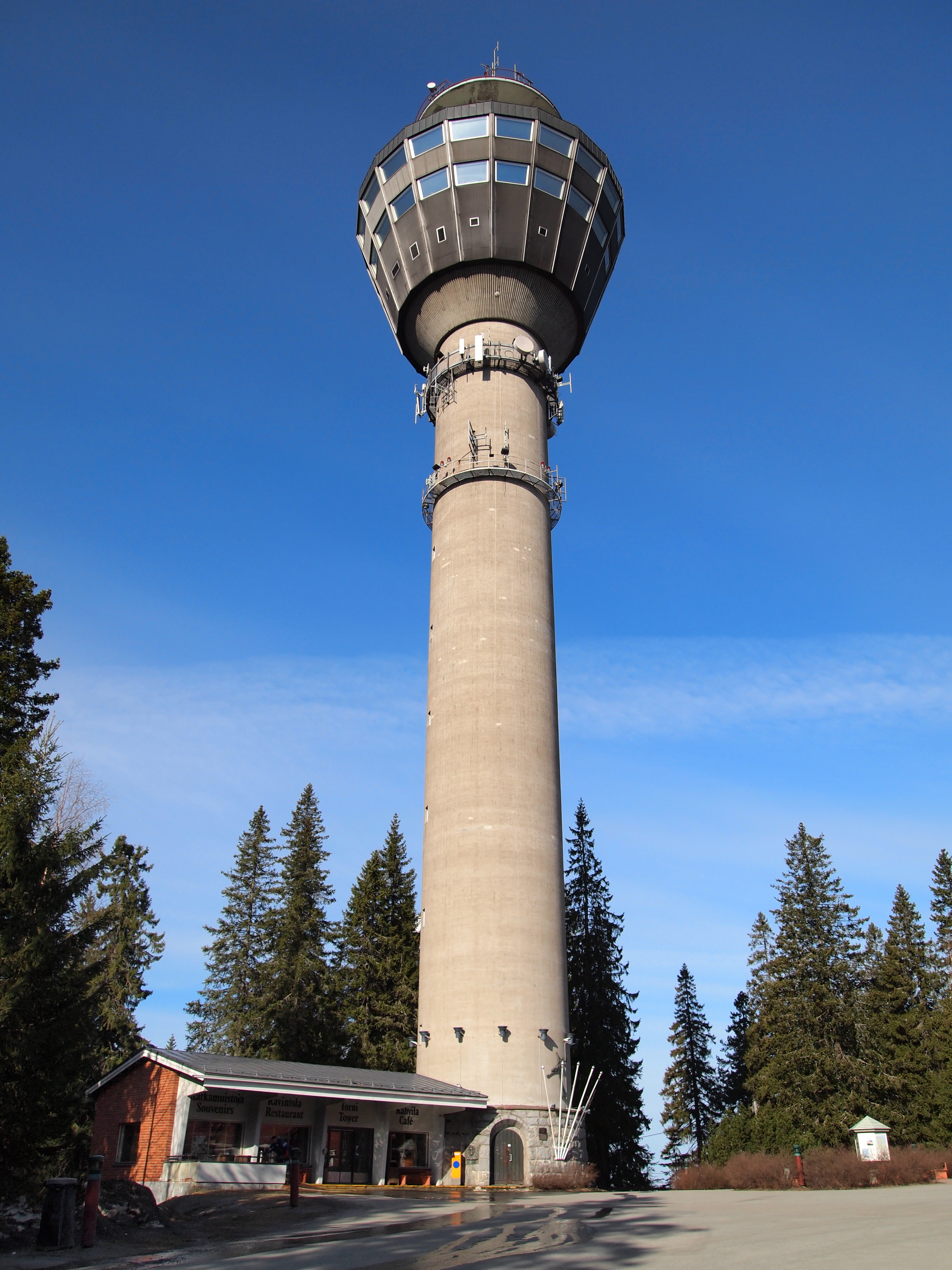
普伊约塔

普伊约塔（芬蘭語：Puijon torni）是位于芬兰库奥皮奥市普伊约山顶上的一座观光塔。建于1963年，塔高75米，塔顶内有一个能容纳100个座位的旋转餐厅。它是北欧国家中第一座带有旋转餐厅的观光塔。超过550万的游客造访过此塔。塔的西边有三座跳台滑雪的跳台。

## 历史
现今的观光塔是在该地的第三座塔。当它在1963年完工时，建于1906年的第二座塔被拆除了。第一座塔建于1856年。

## 影响
当年坦佩雷的市长埃尔基·林德福斯造访该塔时，得到了要在自己的城市里建造类似观光塔的想法。1971年，坦佩雷的奈西针塔完工。

## 图集

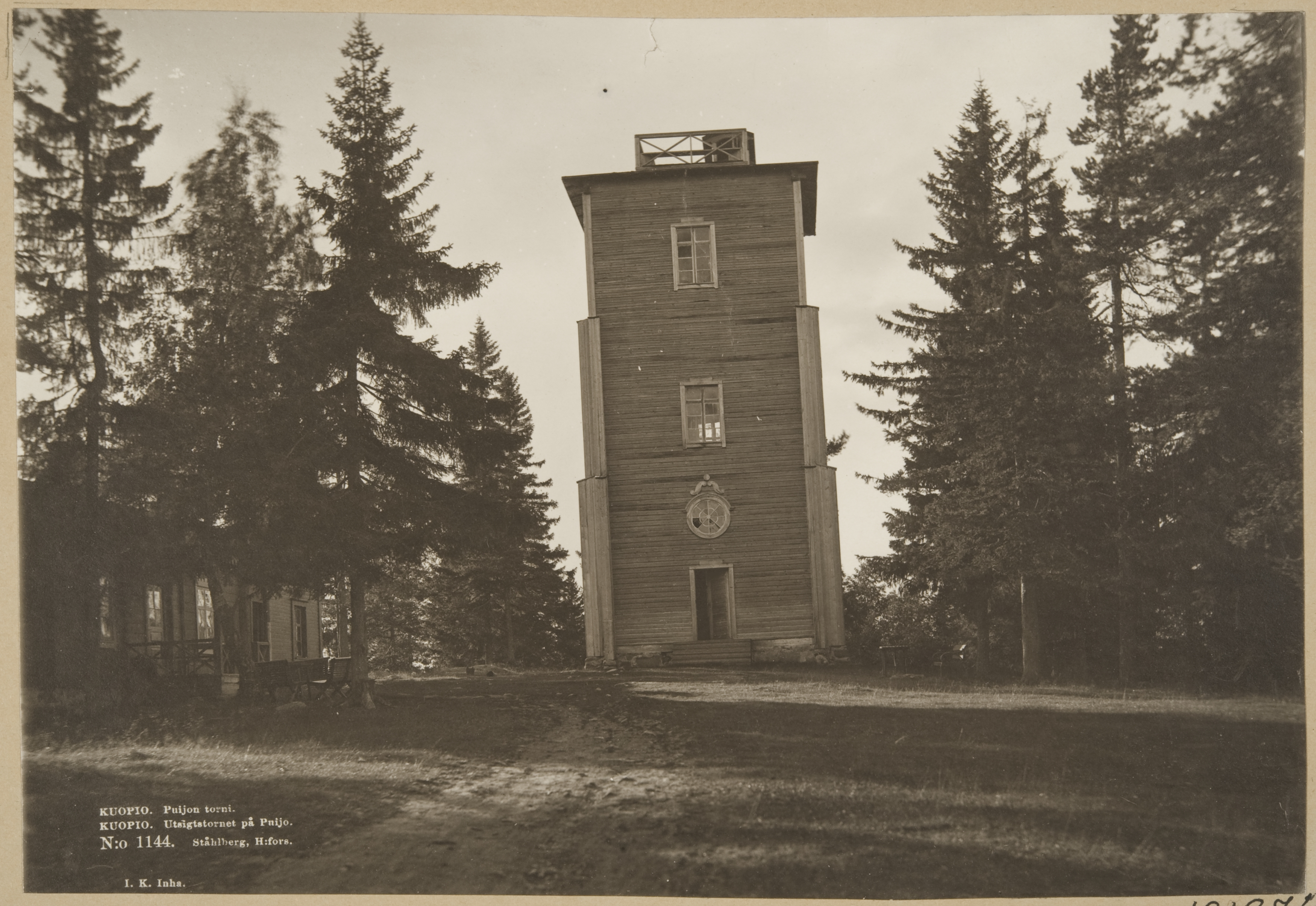
第一座普伊约塔，摄于约1893年
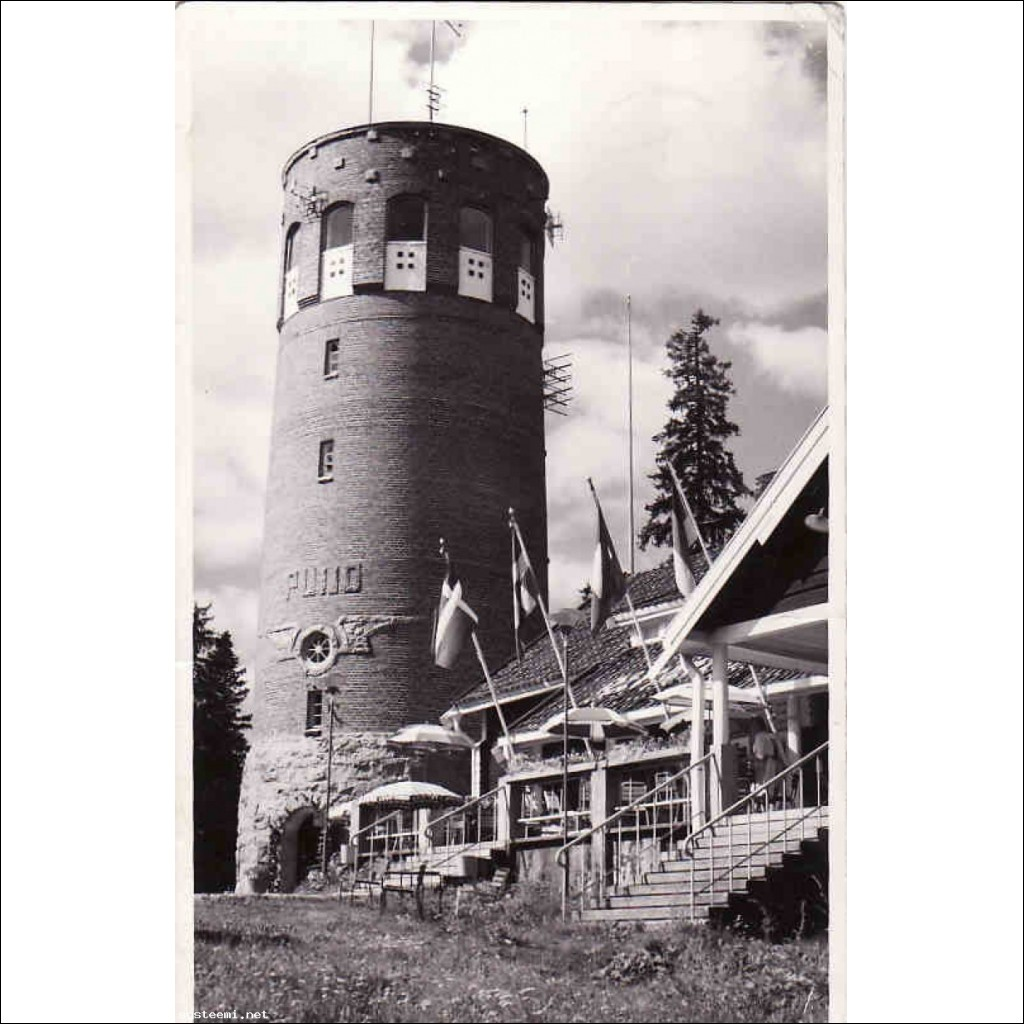
第二座普伊约塔
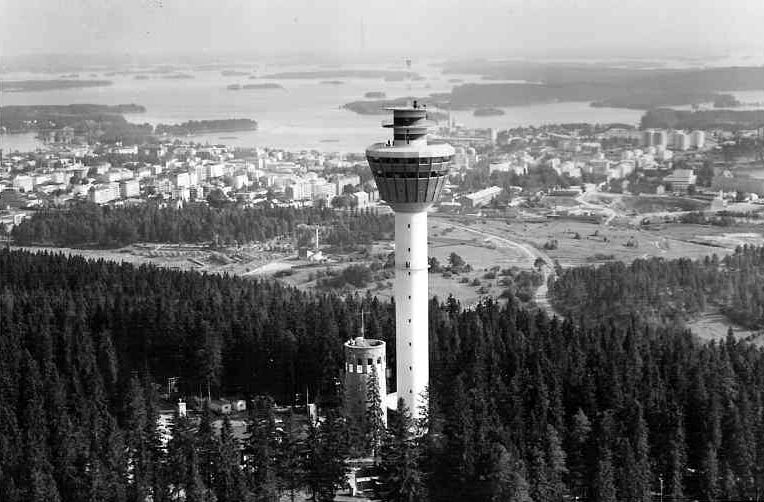
第二座及第三座普伊约塔
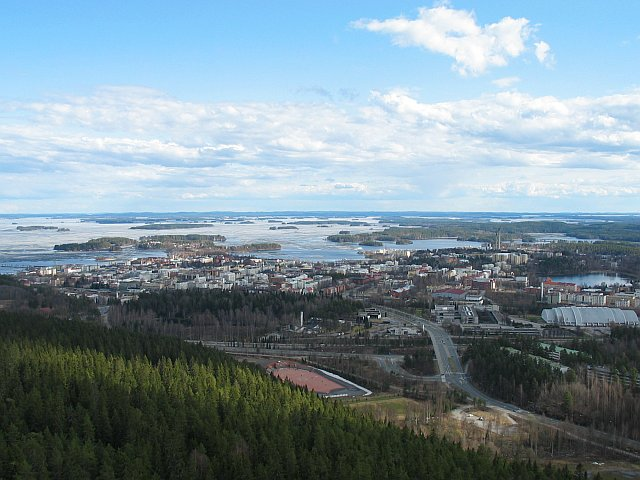
从塔顶眺望库奥皮奥市中心（2003年）
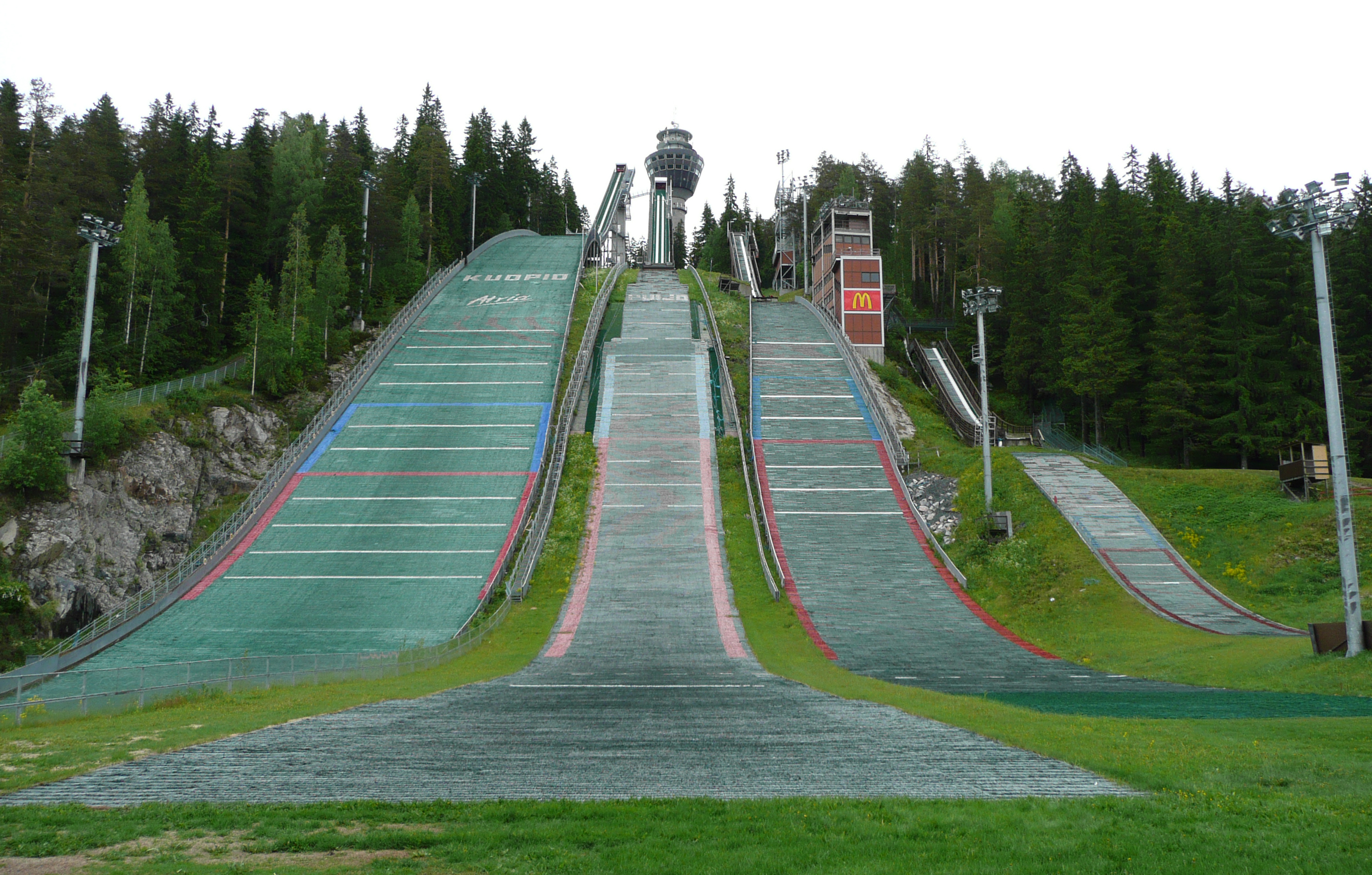
普伊约跳台及观光塔（2008年）
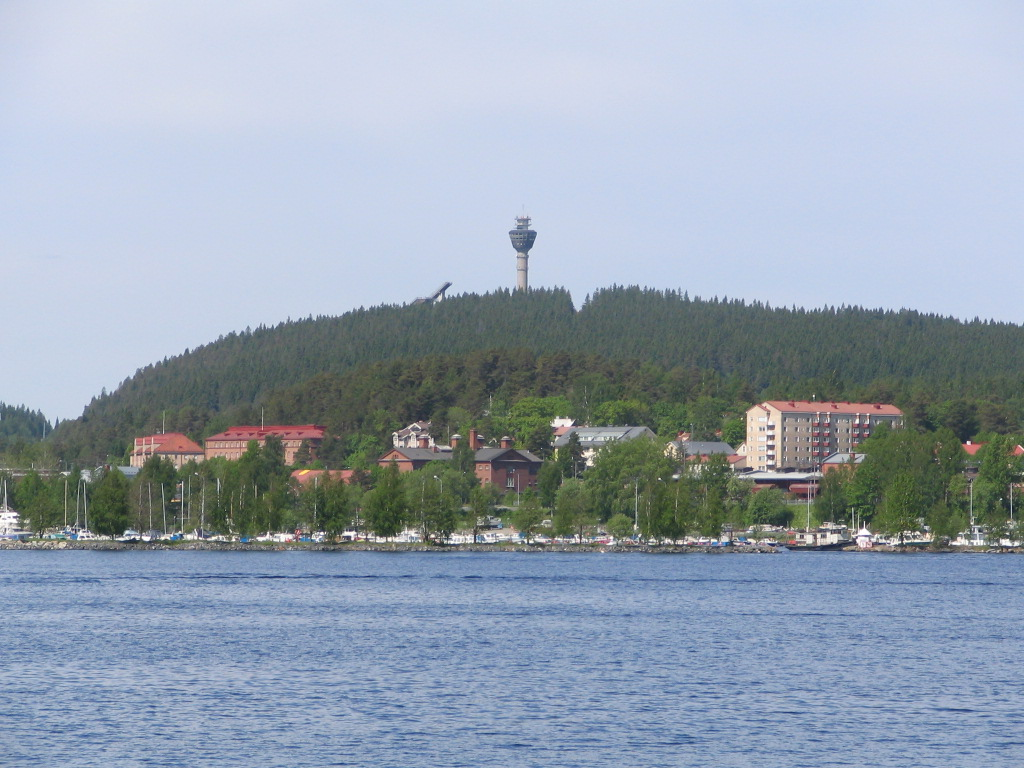
从远处眺望普伊约山及观光塔（2005年）